# Johan Olin
Pour les articles homonymes, voir Olin.
Johan Fredrik "John" Olin (30 juin 1883 - 3 décembre 1928) était un lutteur finlandais qui gagna la médaille d'argent aux Jeux olympiques d'été de 1912 à Stockholm, dans la catégorie poids lourd.